# Сандогорское сельское поселение
Сандого́рское се́льское поселе́ние — муниципальное образование в Костромском районе Костромской области России.
Административный центр — село Сандогора. Развитие въездного туризма и сельского хозяйства – одна из приоритетных направлений Сандогорского сельского поселения.
Сандогорское сельское поселение – одно из самых обширных по площади в Костромском районе: в его составе насчитывается 18 населённых пунктов, которые разбросаны на площади в 505 квадратных километров. В этих населённых пунктах проживает 1546 человек. Поселение располагается в 54 километрах от города Кострома.
Крупные населённые пункты – село Сандогора, которое является центральной усадьбой сельского поселения, посёлок Мисково, село Фоминское.

## История
Сандогорское сельское поселение образовано 30 декабря 2004 года в соответствии с Законом Костромской области № 237-ЗКО, установлены статус и границы муниципального образования.
В старину часть этой территории занимала Обнорская волость, располагавшаяся в нижней части реки Обноры; известна эта волость по духовному завещанию Симеона
Гордого, сына Ивана Калиты. Сандогора иногда называлась Святая гора и входила в состав вотчины Костромского Спасо-Запруденного монастыря. В 1609 году Сандогору разорили поляки,
проходившие из Любима в Кострому. Славится село старинной Троицкой церковью, которая является украшением Сандогоры.
Село Фоминское с соседними деревнями было в вотчине Геннадиева монастыря, что возле г.Любима. Интересен старинный храм села. Впервые деревянная церковь во имя
преподобного Димитрия Прилуцкого в Фоминском упоминается в 1551 году, когда село по залогу перешло от наследников Г.Н.Лихарёва к Спасо-Геннадиеву монастырю, во
владении которого оно оставалось до 1764 года. В первой половине 17 века взамен прежнего клетского был возведён шатровый храм с такой же «об шти стенах»
колокольней, освящённый во имя святого великомученика Димитрия Солунского. В селе в 1712 году на месте ветхой церкви была построена новая деревянная
Спасская церковь, которую перевезли в Костромской музей деревянного зодчества.В начале 40-х годов 19 века взамен деревянного шатрового был возведён каменный
одноглавый храм с трёхъярусной колокольней, освящённый в 1842 году.
Посёлок Мисково образовался в 1958 году. Градообразующим для посёлка стало Мисковской торфопредприятие, открытое в 1956 году, т.к. ещё до войны геологами были
открыты большие запасы торфа на нашей территории. Посёлок получил своё название от старого посёлка Мисково, затопленного в 1956 году.
В 12 километрах от деревни Ямково находится деревня Шода, куда в 19 веке любил приезжать Некрасов в гости к Гавриле Захарову, с которым познакомился, когда был
проездом в Костроме. Шода полюбилась Некрасову с её низменными лугами, лесной красотой, мудрыми шодскими староверами.
Память о русском поэте Н.А.Некрасове в Шоде до сих пор жива. Внучка А.П.Захарова, праправнука Гаврилы Захарова, охотника, деревенского поэта, приятеля
Н.А.Некрасова, Мария Михайловна Уварина жизнерадостна, полна энергии. С великой любовью М.М.Уварина хранит целый дом фотографий, альбомов, бюстов Н.А.Некрасова
и Г.Захарова, их стихи и рассказы.

## Население
| 2008  | 2010  | 2012  | 2013  | 2014  | 2015  | 2016  |
| ----- | ----- | ----- | ----- | ----- | ----- | ----- |
| 1650  | ↘1472 | ↗1486 | ↘1472 | ↘1458 | ↘1442 | ↗1447 |
| 2017  | 2018  | 2019  | 2020  | 2021  |       |       |
| ↘1397 | ↗1408 | ↘1392 | ↘1382 | ↘1117 |       |       |

## Состав сельского поселения
| №  | Населённый пункт | Тип населённого пункта       | Население |
| -- | ---------------- | ---------------------------- | --------- |
| 1  | Бугры            | деревня                      | ↘2        |
| 2  | Заозерье         | хутор                        | ↘4        |
| 3  | Колгора          | деревня                      | ↘9        |
| 4  | Колесово         | деревня                      | ↘9        |
| 5  | Мисково          | посёлок                      | ↗682      |
| 6  | Молчаново        | деревня                      | →3        |
| 7  | Нукша            | деревня                      | ↗22       |
| 8  | Орлово           | деревня                      | ↗19       |
| 9  | Пестенька        | деревня                      | ↗30       |
| 10 | Подольново       | деревня                      | ↘5        |
| 11 | Починок-Чапков   | деревня                      | ↗26       |
| 12 | Пустынь          | деревня                      | ↘5        |
| 13 | Сандогора        | село, административный центр | ↗509      |
| 14 | Фефелово         | деревня                      | ↗10       |
| 15 | Фоминское        | село                         | ↗153      |
| 16 | Шарыгино         | деревня                      | ↗1        |
| 17 | Шода             | деревня                      | ↘3        |
| 18 | Ямково           | деревня                      | ↘67       |